# 이호민 (야구 선수)
이호민(2006년 8월 26일 ~ )은 KBO 리그 KIA 타이거즈의 투수이다.

## KIA 타이거즈시절
2025년에 입단하였다. 2025년 6월 17일 kt wiz와의 경기에 구원 등판하며 데뷔 첫 경기를 치렀고, 경기에서 1이닝 1피안타 1삼진 무실점을 기록했다.

## 출신 학교
- 강진북초등학교(전학) -> 해남북일초등학교(졸업)
- 화순중학교(전학) -> 이평중학교(졸업)
- 전주고등학교